# Código de área 908
El código de área 908 es un código de área del norte del estado de Nueva Jersey. El código de área cubre las porciones centrales del norte del estado. Incluye comunidades en Condado de Unión, Condado de Somerset, partes del norte de Condado de Middlesex, Condado de Hunterdon, Condado de Warren, y Condado de Morris así como algunos teléfonos celulares en el  Condado de Monmouth y Condados de Océano.
El código de área 908 estuvo creado cuándo el código de Área 201 estaba dividido, y tomó efecto el 8 de junio de 1991. El código de área 908 estuvo partido hasta el 1 de enero de 1997, formando el código de Área 732. Sea el código de área penúltimo añadido en el X0X formato cuándo el código de área 909 fue añadido un año más tarde.
El condado de Middlesex es en gran parte del código de área 908 en South Plainfield y partes de Edison (particularmente Avenida Inman y del norte de Carretera de Árbol del Roble) y el Mucipio de Piscataway (particularmente el área de mercado nueva cercana Plainfield). El código de área 908 y el Valle de Delaware  El código de área 856 es de los códigos de área únicos en el estatales aquello haber todavía para ser sobrepuesto y uso quieto siete-dígito dialing.